# Districte de Dorneck

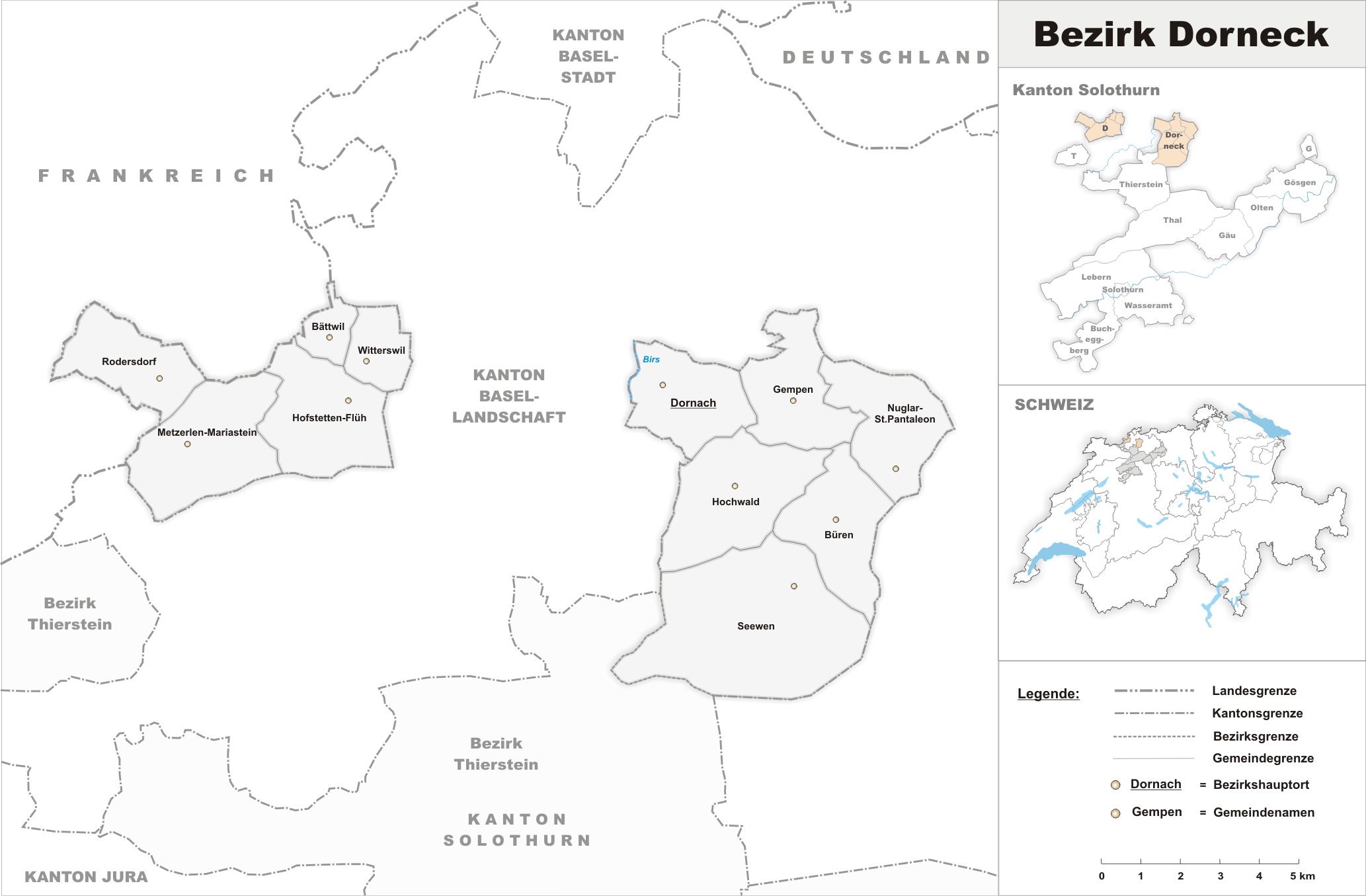
El districte de Dorneck

Escut del districte de Dorneck

El districte de Dorneck  és un dels deu districtes del cantó de Solothurn (Suïssa). Té una població de 19268 habitants (cens de 2007) i una superfície de 74.63 km². Està format per 11 municipis i el cap del districte és Dornach.

## Municipis
- CH-4112 Bättwil
- CH-4413 Büren
- CH-4143 Dornach
- CH-4145 Gempen
- CH-4146 Hochwald
- CH-4114 Hofstetten-Flüh
- CH-4116 Metzerlen-Mariastein
- CH-4412 Nuglar-St.Pantaleon
- CH-4118 Rodersdorf
- CH-4206 Seewen
- CH-4108 Witterswil